# Sporting Gijón B
Sporting Gijón B ist die zweite Mannschaft von Sporting Gijón. Ihr Stadion Escuela de Fútbol de Mareo liegt in Gijón in Asturien. Gijón B spielt seit der Saison 2021/22 in der fünftklassigen Tercera Federación.

## Statistik
| Saison  | Stufe | Liga     | Platz | Copa del Rey |
| ------- | ----- | -------- | ----- | ------------ |
| 1966–74 | 4     | Regional | —     |              |
| 1974/75 | 3     | 3ª       | 11.   |              |
| 1975/76 | 3     | 3ª       | 8.    |              |
| 1976/77 | 3     | 3ª       | 15.   |              |
| 1977/78 | 4     | 3ª       | 2.    |              |
| 1978/79 | 4     | 3ª       | 1.    |              |
| 1979/80 | 3     | 2ªB      | 17.   |              |
| 1980/81 | 4     | 3ª       | 1.    |              |
| 1981/82 | 3     | 2ªB      | 12.   |              |
| 1982/83 | 3     | 2ªB      | 16.   |              |
| 1983/84 | 3     | 2ªB      | 13.   |              |
| 1984/85 | 3     | 2ªB      | 10.   |              |
| 1985/86 | 3     | 2ªB      | 16.   |              |
| 1986/87 | 4     | 3ª       | 4.    |              |
| 1987/88 | 4     | 3ª       | 2.    |              |
| 1988/89 | 4     | 3ª       | 1.    |              |

| Saison  | Stufe | Liga | Platz | Copa del Rey |
| ------- | ----- | ---- | ----- | ------------ |
| 1989/90 | 3     | 2ªB  | 11.   |              |
| 1990/91 | 3     | 2ªB  | 12.   |              |
| 1991/92 | 3     | 2ªB  | 3.    |              |
| 1992/93 | 3     | 2ªB  | 14.   |              |
| 1993/94 | 3     | 2ªB  | 12.   |              |
| 1994/95 | 3     | 2ªB  | 5.    |              |
| 1995/96 | 3     | 2ªB  | 1.    |              |
| 1996/97 | 3     | 2ªB  | 1.    |              |
| 1997/98 | 3     | 2ªB  | 8.    |              |
| 1998/99 | 3     | 2ªB  | 7.    |              |
| 1999/00 | 3     | 2ªB  | 12.   |              |
| 2000/01 | 3     | 2ªB  | 5.    |              |
| 2001/02 | 3     | 2ªB  | 17.   |              |
| 2002/03 | 4     | 3ª   | 3.    |              |
| 2003/04 | 4     | 3ª   | 3.    |              |
| 2004/05 | 4     | 3ª   | 5.    |              |

| Saison  | Stufe | Liga | Platz | Copa del Rey |
| ------- | ----- | ---- | ----- | ------------ |
| 2005/06 | 4     | 3ª   | 7.    |              |
| 2006/07 | 4     | 3ª   | 4.    |              |
| 2007/08 | 4     | 3ª   | 2.    |              |
| 2008/09 | 3     | 2ªB  | 16.   |              |
| 2009/10 | 3     | 2ªB  | 12.   |              |
| 2010/11 | 3     | 2ªB  | 19.   |              |
| 2011/12 | 3     | 2ªB  | 10.   |              |
| 2012/13 | 3     | 2ªB  | 13.   |              |
| 2013/14 | 3     | 2ªB  | 9.    |              |
| 2014/15 | 3     | 2ªB  | 11.   |              |

- 23 Spielzeiten in der Segunda División B
- 15 Spielzeiten in der Tercera División

## Erfolge
- Segunda División: (2) 1995/96, 1996/97
- Tercera División: (3) 1978/79, 1980/81, 1988/89